# Vaglia
Vaglia es una localidad italiana de la ciudad metropolitana de Florencia, región de Toscana, con 5.080 habitantes.

Ubicación de la ciudad de Vaglia dentro de la provincia de Florencia.

En la comuna estaba la villa Vaglia (destruida en 1820), una de las villas mediceas que aún conserva el Jardín de Pratolino que el 23 de junio de 2013, en la XXXVII Sesión del Comité para el Patrimonio de la Humanidad, reunida en Phnom Penh, fue inscrito en la Lista del Patrimonio de la Humanidad con el nombre de «Villas y jardines Médici en Toscana».

## Evolución demográfica
| Gráfica de evolución demográfica de Vaglia entre 1861 y 2001 |
|                                                              |
| Fuente ISTAT - Elaboración gráfica por parte de Wikipedia    |